# Mimosa sericantha
Mimosa sericantha är en ärtväxtart som beskrevs av George Bentham. Mimosa sericantha ingår i släktet mimosor, och familjen ärtväxter. Inga underarter finns listade i Catalogue of Life.